# Бечка арбитража
Бечка арбитража је назив за низ уговора којима су Румунија и Чехословачка уступиле дио своје територије Мађарској, под притиском нацистичке Њемачке, непосредно пред и на самом почетку Другог свјетског рата.

## Прва арбитража
По уласку њемачке војске у Чехословачку послије споразума у Минхену, и Мађарска је иступила са својим територијалним захтјевима. Њемачка и Италија су се наметнуле као арбитри, и прогласиле Прву бечку арбитражу 2. новембра 1938. По њој Чехословачка предала Мађарској дио Словачке и поткарпатске Украјине, укупно 11927 km² са 1.060.000 становника.

## Друга арбитража
Друга арбитража од 30. августа 1940. је присилила Румунију да преда Мађарској сјеверну Трансилванију, укупно 43492 km² са 2.400.000 становника.

## Поништење
Уговором савезника са побијеђеном Мађарском 10. фебруара 1947. у Паризу, поништене су обје Бечке арбитраже.